# The Rolling Stones

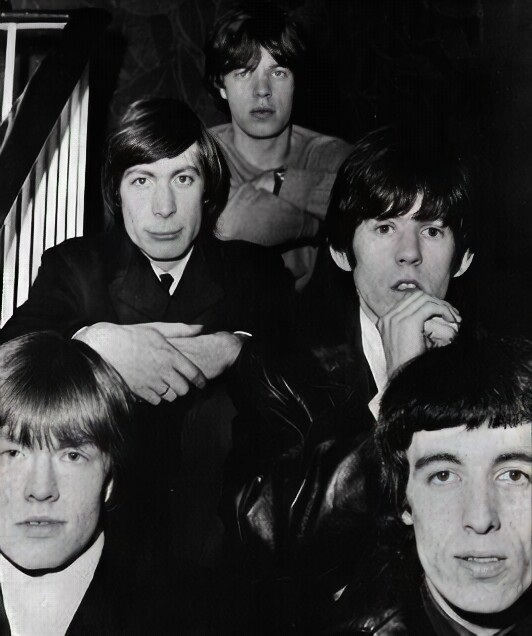
The Rolling Stones 1965: Brian Jones, Charlie Watts, Mick Jagger, Keith Richards, Bill Wyman

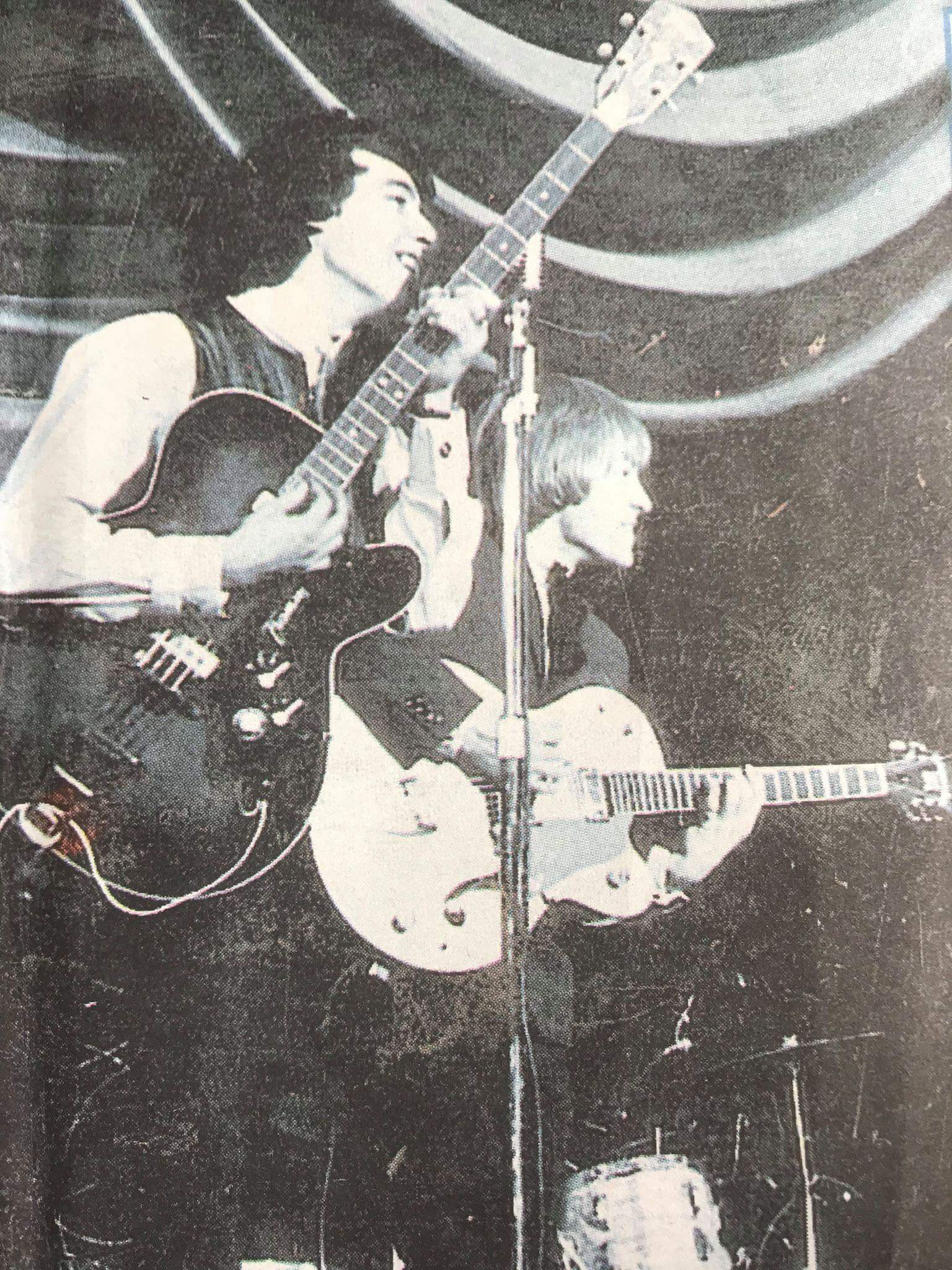
Білл Уаймен та Браян Джонс, 1964 рік

«The Rolling Stones» (укр. Ро́ллінг Сто́унз) — англійський рок-гурт, утворений 1962 року в Лондоні. Творчість гурту ґрунтується на блюзі й рок-н-ролі 1950-х. Здобувши успіх у Великій Британії, «The Rolling Stones» стали популярними у США під час «британського вторгнення» у 1960-х, і у всьому світі.
Гурт випустив 22 студійні альбоми (британські версії; у США видано 24 альбоми), 8 концертних альбомів (9 у США) і численні збірники.
У 1989 гурт включено до Зали слави рок-н-ролу. Зайняв 4 місце в рейтингу найкращих музичних виконавців за версією журналу «Rolling Stone» 2004 року і друге місце у подібному рейтингу сайту Acclaimedmusic.net.

## Історія

### Заснування
Вокаліст Мік Джаггер та гітарист Кіт Річардс зналися ще з початкової школи і згодом разом зі спільним другом Діком Тейлором створили гурт «Little Boy Blue and the Blue Boys». Гурт грав блюз і американський ритм-енд-блюз. У 1962-у до них приєднались ритм-гітарист Браян Джонс та клавішник Йен Стюарт і в червні гурт змінив назву на «The Rolling Stones», дарма що усталеного складу ще не було (група довго шукала ударника). Перший виступ «Роллінг Стоунз» відбувся 12 липня 1962 року в лондонському клубі Marquee. Джонс намагався грати блюз, а Джаггер з Річардсом принесли в гурт рок-н-рол Чака Беррі та Бо Дідлі. Перший сингл випущено в червні 1963, це була пісня Чака Беррі «Come On».

### 1964—1969
Першою платівкою гурту була «The Rolling Stones», що вийшла в 1964 році. У травні 1965 року гурт презентував у США пісню «(I Can't Get No) Satisfaction», яка відразу стала і візитною карткою гурту, і класикою рок-музики. Улітку сингл вийшов у Великій Британії. Пісня з'явилася і в новій платівці «Out of Our Heads», що було незвичним для Великої Британії, де синглів переважно не додавали до повноцінних платівок.
Альбом 1966 року «Aftermath» став першим, у якому гурт грав лише власний матеріал — всі слова і музику написали самі «Роллінг Стоунз» (переважно дует Джаггер/Річардс). Часто імідж гурту, який ніби протиставлявся «чемним» The Beatles не вміщався в рамки цензури — в 1967 на «Шоу Еда Саллівана» (англ. Ed Sullivan Show) виконуючи пісню «Let's Spend The Night Together» (Проведімо цю ніч разом) Мік Джаггер просто бурмотів ці слова і дехто заявляв, що замість них лунало невинне «…Let's Spend Some Time Together…» (…Проведімо трохи часу разом…).
У 1967 році у гурту почалися проблеми з правосуддям — у травні за зберігання марихуани та героїну заарештували Браяна Джонса, а згодом затримали Джаггера з Річардсом. Справа набула розголосу, на захист «роллінгів» виступили, зокрема Джон Леннон з «The Beatles» і Піт Тауншенд з «The Who». Перебування у в'язниці спонукало членів гурту до написання пісні «We Love You», яка мала бути подякою для шанувальників — і відповіддю журналістам та судовій владі Британії. У композиції виразно чути чиюсь ходу і грюкання дверима в'язничної камери. Також у записуванні (бек-вокал)взяли участь Джон Леннон і Пол Маккартні. Після виходу платівки «Бітлз» «Sgt. Pepper's Lonely Hearts Club Band», яка дуже вплинула на всю подальшу історію рок-музики, гурт записує власний психоделічний альбом — «Their Satanic Majesties Request», у якому багато інструментальних партій і чимало експериментаторства (особливо у виконанні Браяна Джонса). Наркотична залежність Джонса спричиняла непорозуміння в гурті і, зрештою, 9 червня 1969 року він заявив про вихід зі складу «Роллінг Стоунз». Новим гітаристом став 21-річний Мік Тейлор. Плани Джонса створити власний гурт перервала смерть: 3 липня 1969 тіло знайшли у басейні перед його будинком. Музиканти присвятили концерт загиблому: 5 липня гурт виступав на відкритому повітрі у лондонському Гайд-парку — послухати «Роллінг Стоунз» прийшло понад 200 000 осіб. Джаггер прочитав уривок з елегії Персі Біш Шеллі «Adonais», яку поет написав, коли дізнався про смерть друга. Добре показав себе новий гітарист (в 2004 році журнал «Guitarplayer Magazine» назвав пару Річардс/Тейлор «найкращим гітарним дуетом в історії»).
Заохочений таким успіхом гурт вирішив виступити на відкритому повітрі і в США. Після закінчення американського турне, що тривало весь листопад 1969 року, гурт влаштував безкоштовний виступ в північній Каліфорнії, 70 кілометрів від Сан-Франциско. Концерт закінчився трагедією: чомусь для підтримання порядку найняли представників угрупування мото-клубу «Ангели пекла» (англ. Hells Angels), але вони не зуміли контролювати 300-тисячний натовп і почалися сутички — під час виконання пісні «Under My Thumb» було забито насмерть 18-річного Мередіта Ганта. «The Rolling Stones» просто втекли зі сцени і якнайшвидше покинули Сполучені Штати. Фестиваль мав затьмарити Вудсток, але насправді лише сколихнув ідеали покоління дітей квітів.

### 1970—1993
Записи з концертів 27-28 листопада 1969 року у Нью-Йорку видали на платівці «Get Yer Ya-Ya's Out!»; це була остання платівка записана спільно з «Decca». У 1970 році, коли вигас контракт з «Decca Records», гурт створює власний лейбл звукозапису «Rolling Stones Records». Пісня «Sticky Fingers», видана вже під власним лейблом, піднялася на перше місце хіт-параду, і в Британії, і в США.
Стосунки між членами гурту ускладнились : Мік Джаггер одружився з нікарагуанською моделлю Бьянкою Перес Морена де Масьяс; у Кейт Річардса були проблеми з наркотиками, — і Мік Тейлор завжди залишався у тіні дуету Джаггер/Річардс. Зазнавши податковий тиск, «The Rolling Stones» переїхали жити на південь Франції, де й записали подвійний альбом «Exile On Main Street». Критики визнали його високий рівень і допрацьованість. На той час свої сольні альбоми вже мали Чарлі Воттс і Ваймен. У грудні 1974 року Тейлор покинув гурт — і на його місце прийшов знайомий Річардса, колишній учасник The Birds, The Faces Рон Вуд.
Кінець 1970-х рр. став кризовим в музиці The Rolling Stones. Найвдалішою платівкою була «Some Girls» (1978), яка вшестеро перевищила норму на платинову платівку (тобто продали 6 мнл. екземплярів). На ній хлопці експериментували з музикою диско, зокрема, пісню «Miss You» крутили на дискотеках. Платівки 80-х не були успішними. Джаггер сконцентрувався на виданні сольних платівок, те ж робив і Річардс. В 1986 році «The Rolling Stones» отримали премію Греммі за вклад в розвиток музики.

### 1993— дотепер
У 1993 році Біл Ваймен, котрий грав у гурті понад 30 років, залишив «The Rolling Stones». Видання кількох платівок (Voodoo Lounge, 1994; Stripped, 1995(концертний); Bridges to Babylon, 1997) відновило славу рок-гурту. У 2002 році «Decca Records» нарешті погодилася включити до збірника найкращі пісні-композиції періоду до 1969 року. Результатом став подвійний альбом «Forty Licks» — 40 найбільших хітів на двох дисках. Музиканти і досі збирають повні стадіони, а їхніми шанувальниками є люди з кількох різних поколінь, оскільки «The Rolling Stones» грають рок-н-рол уже понад 40 років.
У 2005 році на підтримку альбому «A Bigger Bang» «The Rolling Stones» організували світовий концертний тур, який на момент його закінчення став найприбутковішим за всю історію музики.
25 липня 2007 року «The Rolling Stones» мали виступати в Києві на НСК Олімпійському, але концерт скасували, ймовірно, через політичну кризу в Україні. В цей день вони виступили у Варшаві.
У 2016 році «The Rolling Stones» вперше виступили на Кубі, де рок-музика близько пів-століття була забороненою. Концерт відвідали 1 мільйон 200 тисяч глядачів.
15 липня 2022 року на концерті у Відні, на знак підтримки України під час російського вторгнення, пісня You Can't Always Get What You Want прозвучала в супроводі двох українських хорів — дитячого хору «Дзвіночок» та жіночого хору «Вогник», після чого Мік Джаггер сказав: «Вони пройшли довгий шлях, щоб бути тут сьогодні ввечері». На екрані в глибині сцени демонструвались відеофрагменти з українським прапором на тлі українських міст, логотип гурту на футболках учасників хору також був розфарбованим у кольори українського прапора.
На початку вересня 2023 року, телерадіомовна компанія ВВС повідомила, що англійський рок-гурт «The Rolling Stones», вперше за 18 років, готується до випуску нового альбому, який вже отримав назву «Hackney Diamonds». Він стане першим альбомом гурту після альбому «Blue and Lonesome» (2016), що складався з кавер-версій таких виконавців, як Хоулін Вулф та Літл Уолтер, які вперше надихнули їх на створення групи у 1960-ті роки. До цього їх останнім альбомом з оригінальними композиціями був «A Bigger Bang» (2005).

## Склад
Мік Джаггер — вокал, гармоніка

Кіт Річардс — гітара 

Ронні Вуд — гітара, бас-гітара 

та концертні/студійні музиканти.

## Дискографія
До 1967 року гурт видавав дві різні версії платівок: для США і для Великої Британії — вони могли мати різні назви, обкладинки та дещо інший список пісень.

### Студійні платівки

#### Велика Британія (1964— 1967)
- The Rolling Stones (квітень 1964)
- The Rolling Stones No. 2 (січень 1965)
- Out of Our Heads (вересень 1965)
- Aftermath (квітень 1966)
- Between the Buttons (січень 1967)

#### Сполучені Штати (1964— 1967)
- The Rolling Stones (травень 1964)
- 12 X 5 (жовтень 1964)
- The Rolling Stones, Now! (лютий 1965)
- Out of Our Heads (липень 1965)
- December's Children (And Everybody's) (листопад 1965)
- Aftermath (червень 1966)
- Between the Buttons (лютий 1967)
- Flowers (липень 1967)

#### від 1967 року
- Their Satanic Majesties Request (грудень 1967)
- Beggars Banquet (грудень 1968)
- Through the Past, Darkly (Big Hits Vol. 2) (вересень 1969)
- Let It Bleed (грудень 1969)
- Sticky Fingers (квітень 1971)
- Exile on Main St. (травень 1972)
- Goats Head Soup (серпень 1973)
- It's Only Rock'n Roll (жовтень 1974)
- Made in the Shade (червень 1975)
- Black and Blue (квітень 1976)
- Some Girls (червень 1978
- Emotional Rescue (червень 1980)
- Tattoo You (серпень 1981)
- Undercover (листопад 1983)
- Dirty Work (березень 1986)
- Steel Wheels (вересень 1989)
- Voodoo Lounge (липень 1994)
- Bridges to Babylon (вересень 1997)
- A Bigger Bang (вересень 2005)
- Blue and Lonesome (грудень 2016)
- Hackney Diamonds (2023)

### Збірки

#### Велика Британія (1964— 1967)
- Big Hits (High Tide and Green Grass) (листопад 1966)

#### Сполучені Штати (1964— 1967)
- Big Hits (High Tide and Green Grass) (березень 1966)

#### від 1967 року
- Sucking in the Seventies (квітень 1981)
- Rewind (1971—1984) (липень 1984)
- Jump Back: The Best of The Rolling Stones (листопад 1993)
- Forty Licks (вересень 2002)
- Rarities 1971—2003 (листопад 2005)
- Grrr! (листопад 2012)
- On Air (грудень 2017)

### Концертні платівки

#### Сполучені Штати (1964— 1967)
- Got Live If You Want It! (листопад 1966)

#### від 1967 року
- Get Yer Ya-Ya's Out! The Rolling Stones in Concert (вересень 1970)
- Love You Live (вересень 1977)
- «Still Life» (American Concert 1981) (червень 1982)
- Flashpoint (+ 2 нові пісні, квітень 1991)
- Stripped (концертний і акустичний, листопад 1995)
- No Security (листопад 1998)
- Live Licks (листопад 2004)

### Офіційні ресурси
- Офіційний сайт [Архівовано 24 травня 2014 у Wayback Machine.]
- Канал The Rolling Stones на YouTube

### Матеріали про гурт
- Ілько Лемко. «Let It Bleed» Rolling Stones – 50 років (2019)
- Ілько Лемко. Ролінговим «Sticky Fingers» – 50 років (2021)
- Ілько Лемко. Rolling Stones «Exile On Main St» (2022)
- Татьяна Чередніченко. Єдність ексцентричних одинаків. «Ми» ансамблю Rolling Stones (1985) [Архівовано 12 лютого 2015 у Wayback Machine.]
- Robert Christgau, "The Rolling Stones" (1975)(англ.)
- IORR Європейський фан-клуб The Rolling Stones(англ.) [Архівовано 10 червня 2007 у Wayback Machine.]
- The Rolling Stones на сайті IMDb (англ.)
- The Rolling Stones [Архівовано 7 липня 2008 у Wayback Machine.] на Discogs